# Валадареш (Сан-Педру-ду-Сул)
Валадареш (порт. Valadares) — район (фрегезия) в Португалии, входит в округ Визеу. Является составной частью муниципалитета Сан-Педру-ду-Сул. Находится в составе крупной городской агломерации Большое Визеу. По старому административному делению входил в провинцию Бейра-Алта. Входит в экономико-статистический субрегион Дан-Лафойнш, который входит в Центральный регион.
Население составляет 1007 человек на 2001 год. Занимает площадь 20,42 км².